# Hartfrid Neunzert
Hartfrid Neunzert (geboren 27. Oktober 1943 in Cottbus; gestorben 24. Mai 2024) war ein deutscher Kunsthistoriker.

## Leben
Als dritter Sohn altbayrischer Eltern kam Hartfrid Neunzert in Cottbus auf die Welt. Seine ersten Lebens- und Schuljahre verbrachte er in Dingolfing. Nach dem Abitur in München studierte Neunzert Kunstgeschichte an der Ludwig-Maximilians-Universität München und Pädagogik an der Pädagogischen Hochschule in München. Den Lehrerberuf übte Neunzert von 1970 bis 1984 an verschiedenen Volks-, Real- und Volkshochschulen in Bayern aus. Er unterrichtete schwerpunktmäßig Deutsch und Geschichte. Nach der Verbeamtung war Neunzert zusätzlich in zahlreichen Kunstführungen und Kulturreisen tätig. Als Mitglied des  Museumsarbeitskreises in Landsberg am Lech ergab sich für Neunzert 1987 die Möglichkeit, ein selbständiges Konzept für die Gestaltung des neu zu eröffnenden Stadtmuseums zu erarbeiten und zu verwirklichen. Im Neuen Stadtmuseum wurden seitdem Objekte aus der Vor- und Frühgeschichte des Mittelalters und der Neuzeit präsentiert. 1990 stellte Hartfrid Neunzert als weiteres Kunsthaus in Landsberg das  Herkomermuseum der Öffentlichkeit vor. Als Leiter der beiden Museen beleuchtete Neunzert bis 2008 in 250 Ausstellungen Schwerpunkte heimischer und überregionaler Kunst- und Kulturthemen. Als Kunstmittler war Hartfrid Neunzert in Landsberg, München und Umgebung bis mindestens 2022 tätig. Neunzert war verwitwet und hatte eine Tochter in München.

## Wirken

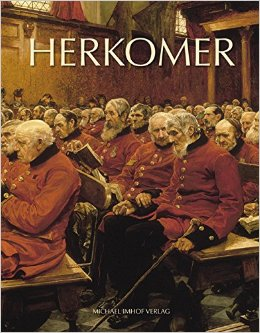
Herkomerbuch

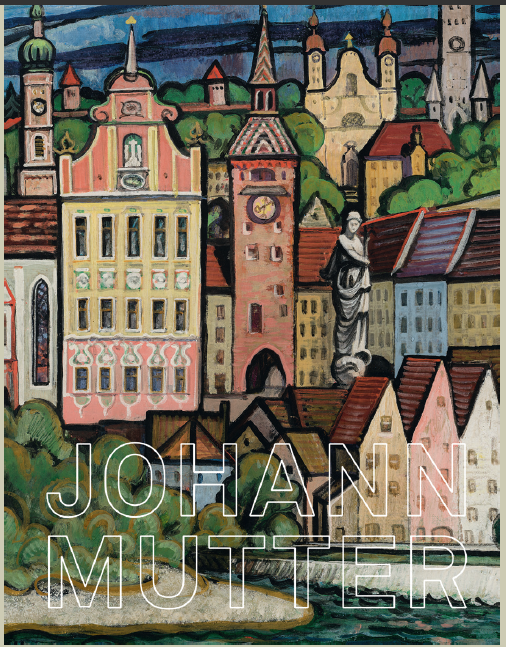
Mutterbuch

Die kunstmittelnde Tätigkeit Neunzerts war eng mit der Stadt Landsberg am Lech verwoben. Durch ständig wechselnde Sonderausstellungen in dieser Stadt erreichte der Curator Neugierde und allseitiges Interesse der Museumsbesucher. Gezeigt wurden Kunst, Kunsthandwerk, Architektur und Geschichte. Die Expositionen umfassten Werke lebender und historischer Künstlerpersönlichkeiten. Hierbei wurden besonders die Künstler der Vereinigung Die Scholle berücksichtigt. Neunzerts Aufgeschlossenheit für eher schwierige Themen wie Atomgegnerschaft (Franz Hartmann 2001, 2003) und KZ-Außenlager (Klaus Schröter,  Martin Paulus und Samuel Bak) oder Kunst aus der DDR (Willi Sitte), Tschechien (Lubo Kristek) und Ungarn (Sandor Makoldi) trugen zum besonderen Ruf und zur überregionalen Beachtung des Neuen Stadtmuseums bei. Nationen übergreifende Bedeutung hat der englische Künstler mit deutschen Wurzeln Hubert von Herkomer. Ihm widmete Hartfrid Neunzert zwei international beachtete Ausstellungen 1988 im Landsberger Rathaus und 1999 im Neuen Stadtmuseum. Zur Völkerverständigung haben die kulturellen und freundschaftlichen Verbindungen zwischen Bushey und Landsberg beigetragen. Sie wurden von Neunzert angeregt und den Oberbürgermeistern Hanns Hamberger, Franz Xaver Rößle, Ingo Lehmann und Mathias Neuner gepflegt. Zweisprachig angelegt ist das Buch Herkomer, herausgegeben 2014 von Hartfrid Neunzert beim Imhof-Verlag. Die Anregung, die Herkomer-Konkurrenzen wieder zu beleben, griff Ulf von Malberg auf. Sie werden von der Stadt seit 1997 in Abständen von zwei Jahren ausgetragen.
Dem wohl bedeutendsten Landsberger Maler des 20. Jahrhunderts, Johann Mutter (1902–1974), widmete Neunzert 1992 eine große Ausstellung mit Katalog (Kunstgeschichtliches aus Landsberg am Lech, Nr. 9) und 2016 einen Bildband. Er wurde durch Doris Zelt aus Augsburg gesponsert. 2021 erschien beim Imhof Verlag das Buch „Johann Mutter Grafik“.

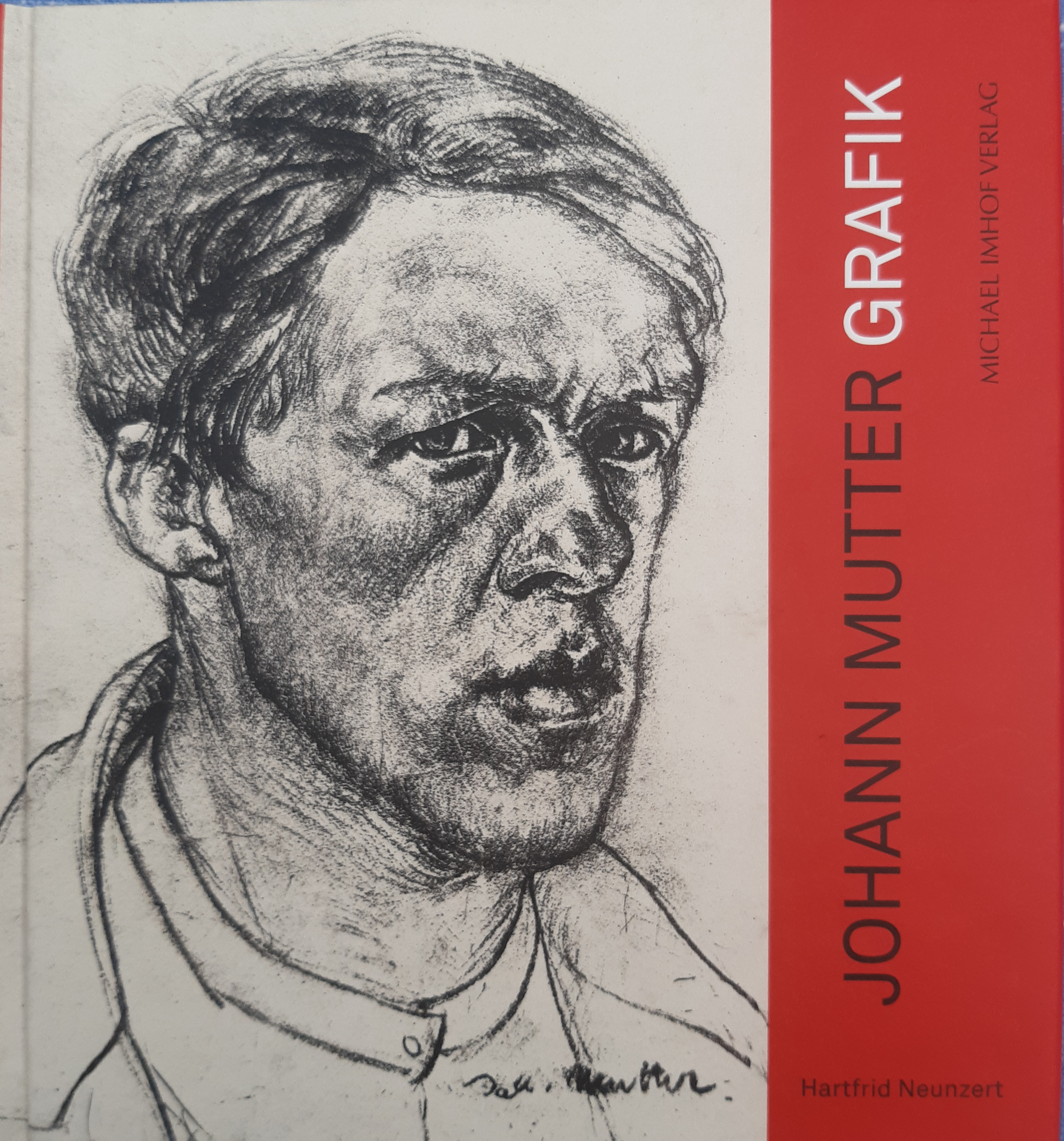
Grafikbuch

2023 veröffentlichte Neunzert einen weiteren Bildband „Johann Mutter Fotos“, der Landsberg vom Lech bis zum Ursprung und wichtige dokumentarische Aufzeichnungen zeigt.

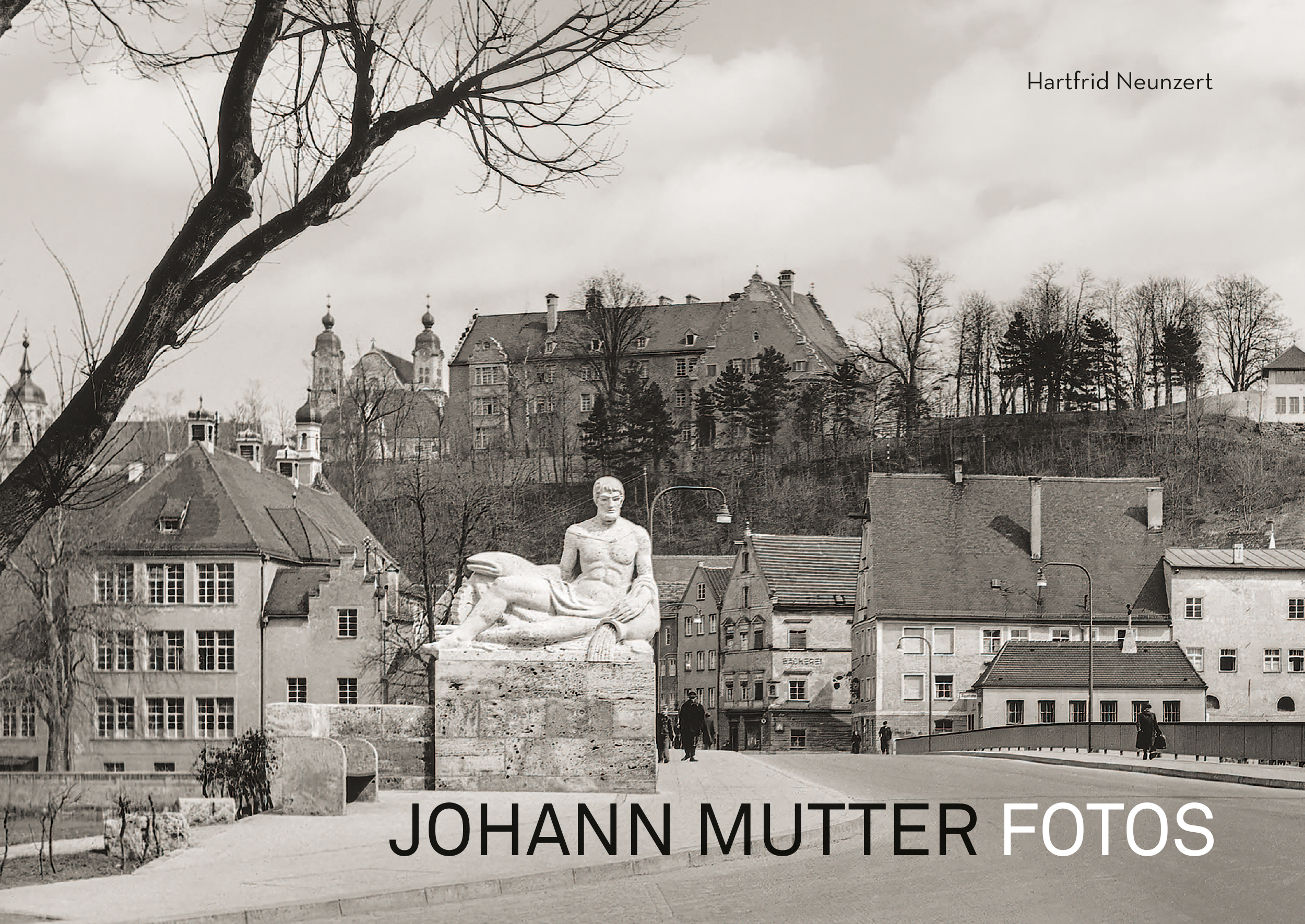
Landsberg Karolinenbrücke

## Ausstellungen
In seinen 23 Jahren als Museumsleiter organisierte Hartfrid Neunzert rund 250 Ausstellungen. Zu 50 davon erschien jeweils ein Katalog in der Reihe KuGe. Zum hundertjährigen Bestehen des Mutterturms in Landsberg fand 1988 eine Ausstellung im Rathaus mit Herkomergemälden aus der ganzen Welt statt. Zu den Gemälden Herkomers gesellten sich auch solche seiner Kunststudenten in Bushey. Diese Ausstellung zählte rund 10.000 Besucher. Dem Erfinder und Flugtechniker Alois Wolfmüller widmete Neunzert 1991 eine Gedenkausstellung. Dazu erschien von Werner Schwipps der Katalog Alois Wolfmüller. Mit der Ausstellung Mansel Lewis und Hubert Herkomer erinnerte Hartfrid Neunzert an einen walisischen und einen englischen Künstler, deren Wirken in Großbritannien vergessen und verdrängt war. Einer der Höhepunkte war das Gemälde Queen Victoria aus Durban. Dem in Amerika lebenden jüdischen Maler Samuel Bak war 2002 eine große Ausstellung gewidmet. Sein Gemälde Journey von 1991, das ein steinernes Schiff darstellt, hing als riesige Vergrößerung am Landsberger Stadtverwaltungsgebäude. Der Künstler erhielt den Hubert-von-Herkomer-Preis der Stadt Landsberg. In der Bayerischen Verwaltungsschule Holzhausen stellte Hartfrid Neunzert 2009 mit 36 Gemälden alle 12 Maler der Künstlergruppe Die Scholle vor.

## Veröffentlichungen
- Mitarbeit in: Chronik der Stadt Landsberg am Lech, 1980
- Mitarbeit in: Epple, Alois (Hg.) Dominikus Zimmermann, Schnell & Steiner München Zürich, 1985
- Mitarbeit in: Ausstellungskatalog Sebastian Jaud, 1986
- Schriftenreihe Kunstgeschichtliches aus Landsberg am Lech, 1986–2008
- Beitrag in Beiträge zur Heimatforschung, München 1991, Der Graphiker Paul Neu, S. 146ff
- Beitrag in apotheke aktiv, Heft 7/8 1997: Otto Scheinhammer – ferngereist – nahegebracht, S. 28f.
- Beiträge zu den Landsberger Geschichtsblättern seit 2003
- Mitarbeit in: Roland Helmer Werkverzeichnis 1960–2003, Bonn 2004, S. 108, ISBN 3-928596-79-9
- Beiträge in Josef Lang, München, 2005
- Beitrag in Die Scholle, Unterberger Siegfried (Hg.), München Berlin, 2007, S. 254ff
- Beitrag in Adel in Bayern: Ritter, Grafen, Industriebaron, ein Begleitbuch zur Ausstellung, 2008
- Herkomer, Michael Imhof Verlag, Petersberg, 2014, ISBN 978-3-7319-0044-3
- Johann Mutter, Michael Imhof Verlag, Petersberg, 2016, ISBN 978-3-7319-0415-1
- Johann Mutter Grafik, Michael Imhof Verlag, Petersberg, 2021, ISBN 978-3-7319-1166-1
- Johann Mutter Fotos, Michael Imhof Verlag, Petersberg, 2023, ISBN 978-3-7319-1235-4